# يحيى بن سلام
يحيى بن سلام بن أبي ثعلبة التيمي البصري (124 هـ - 200 هـ / 741 - 815):  مفسر، فقيه، عالم بالحديث واللغة، أدرك نحو عشرين من التابعين وروى عنهم. ولد بالكوفة، وانتقل مع أبيه إلى البصرة، فنشأ بها ونسب إليها. ورحل إلى مصر، ومنها إلى إفريقية فاستوطنها.ووصل إلينا من كتبه: كتاب التفسير، وكتاب التصاريف.
ولد بالكوفة سنة 124 هـ ثم تحولت عائلته إلى البصرة وهو صبي، حيث اشتغل بتلقي العلوم، فأخذ عن الحسن بن دينار، وقرة بن خالد، ومبارك بن فضالة وهم تلامذة الحسن البصري. وجلس إلى سعيد بن أبي عروبة، والخليل بن مرة، وحماد بن سلمة وهم تلاميذ قتادة. ودرس على يد شعبة بن الحجاج وأبو الأشهب العطاري، وكان وهو شاب يتنقل بين البصرة والكوفة وتعلم على يد كبراء، وأدرك محمد بن السائب الكلبي وأخذ عنه في التفسير، وروى عن فطر بن خليفة، وسفيان الثوري.
ثم انتقل إلى مصر، وبها روى عن عبد الله بن لهيعة، والليث بن سعد وغيرهم. ثم تحول للقيروان، ومات  سنة 200 هـ في المقطم بمصر وهو حاج من المغرب إلى مكة. وفيه أبو عمرو الداني يقول: «روى الحروف عن أصحاب الحسن البصري وغيره. وله اختيار في القراءة من طريق الآثار، سكن إفريقية دهرا، وسمعوا منه تفسيره الذي ليس لأحد من المتقدمين مثله، وكتابه الجامع. وكان ثقة ثبتا، عالما بالكتاب والسنة، وله معرفة باللغة والعربية، ولد سنة أربع وعشرين ومائة».

## منهجه في التفسير
اتّبَع يحيى في تفسيره أسلم طرق التفسير؛ حيث نجده يُفسّر القرآن بالقرآن، ثم بالسُّنّة، ثم بأقوال الصحابة والتابعين، ثم بالرجوع إلى معاني الكلمات في اللغة العربية.

## مؤلفاته
1. التصاريف لتفسير القرآن مما اشتبهت أسمائه وتصرفت معانيه
2. تفسير يحيى بن سلام

## وفاته
توفي سنة 200 هـ أثناء عودته من الحج في مصر.